# The Number of the Beast
The Number of the Beast treći je studijski album britanskog heavy metal sastava Iron Maiden, objavljen 29. ožujka 1982. godine. Metal-Rules.com ga je imenovao drugim najvećim heavy metal albumom svih vremena.

## Povijest
Iako su bili na granici svjetske popularnosti nakon izlaska njihovog drugog albuma Killers, pjevač Paul Di'Anno bio je izbačen iz sastava zbog prekomjernog korištenja alkohola i droge po završetku svjetske turneje 1981. The Number of the Beast bio je prvi album s novim pjevačem Bruceom Dickinsonom. Album je postigao prvo mjesto na britanskim ljestvicama, a singl "Run to the Hills" našao se na sedmom mjestu.
Album je također bio dosta kontroverzan, najviše u SAD-u zbog krivog tumačenja teksta pjesama i slike na omotu albuma. Iako je bio poznat kako klasik među obožavateljima heavy metal glazbe, naširoko su ga kritizirali mediji, uključujući i magazin
Rolling Stone koji je tvrdio da je to buka bez cilja, dokazujući opet da je loša glazba pakao.
Od ovoga albuma (i njegove turneje Beast on the Road), pojam "The Beast" postao je nešto kao nadimak sastavu, moguće Eddieju. Npr. Beast Over Hammersmith, DVD Visions of the Beast. 
Album je jedini na kojemu je u pisanju sudjelovao bubnjar Clive Burr. To je jedan od nekoliko razloga
zašto je The Number of the Beast toliko drugačiji od prethodna dva (osim promjene vodećeg vokala). To je također bio prvi album na kojemu je u skladanju sudjelovao Adrian Smith. Jedan je od nekoliko albuma koji ne sadrži pjesme Davea Murrayja.

## Popis pjesama
| 1.    | »Invaders«                | Steve Harris         | 3:24 |
| 2.    | »Children of the Damned«  | Harris               | 4:36 |
| 3.    | »The Prisoner«            | Adrian Smith, Harris | 6:03 |
| 4.    | »22 Acacia Avenue«        | Harris, Smith        | 6:38 |
| 5.    | »The Number of the Beast« | Harris               | 4:51 |
| 6.    | »Run to the Hills«        | Harris               | 3:54 |
| 7.    | »Gangland«                | Smith, Clive Burr    | 3:49 |
| 8.    | »Hallowed Be Thy Name«    | Harris               | 7:13 |
| 40:28 |                           |                      |      |

| Reizdana inačica albuma | Reizdana inačica albuma   | Reizdana inačica albuma | Reizdana inačica albuma | Reizdana inačica albuma | Reizdana inačica albuma | Reizdana inačica albuma | Reizdana inačica albuma | Reizdana inačica albuma | Reizdana inačica albuma |
| Br.                     | Skladba                   | Trajanje                |                         |                         |                         |                         |                         |                         |                         |
| ----------------------- | ------------------------- | ----------------------- | ----------------------- | ----------------------- | ----------------------- | ----------------------- | ----------------------- | ----------------------- | ----------------------- |
| 1.                      | »Invaders«                | 3:24                    |                         |                         |                         |                         |                         |                         |                         |
| 2.                      | »Children of the Damned«  | 4:36                    |                         |                         |                         |                         |                         |                         |                         |
| 3.                      | »The Prisoner«            | 6:03                    |                         |                         |                         |                         |                         |                         |                         |
| 4.                      | »22 Acacia Avenue«        | 6:38                    |                         |                         |                         |                         |                         |                         |                         |
| 5.                      | »The Number of the Beast« | 4:51                    |                         |                         |                         |                         |                         |                         |                         |
| 6.                      | »Run to the Hills«        | 3:54                    |                         |                         |                         |                         |                         |                         |                         |
| 7.                      | »Gangland«                | 3:49                    |                         |                         |                         |                         |                         |                         |                         |
| 8.                      | »Total Eclipse«           | 4:28                    |                         |                         |                         |                         |                         |                         |                         |
| 9.                      | »Hallowed Be Thy Name«    | 7:13                    |                         |                         |                         |                         |                         |                         |                         |
| 44:56                   |                           |                         |                         |                         |                         |                         |                         |                         |                         |

## Osoblje
| Iron Maiden - Bruce Dickinson – vokali - Dave Murray – gitara - Adrian Smith – gitara, prateći vokali - Steve Harris – bas-gitara, prateći vokali - Clive Burr – bubnjevi | Dodatni glazbenici - Barry Clayton – naracija (na pjesmi "The Number of the Beast") Ostalo osoblje - Derek Riggs – naslovnica - Nigel Hewitt-Green – inženjer zvuka - Martin "Farmer" Birch – produkcija, inženjer zvuka |

## Top ljestvice

### Album
| Godina | Ljestvica               | Pozicija |
| ------ | ----------------------- | -------- |
| 1982.  | UK Top Ljestvica Albuma | #1       |
| 1982.  | Billboard Pop Albumi    | #150     |

### Singlovi
| Godina | Singl                     | Ljestvica          | Pozicija |
| ------ | ------------------------- | ------------------ | -------- |
| 1982.  | "Run to the Hills"        | UK Top 50 Singlova | #7       |
| 1982.  | "The Number of the Beast" | UK Top 50 Singlova | #18      |